# بوني بارتليت
بوني بارتليت (بالإنجليزية: Bonnie Bartlett)‏ هي ممثلة أمريكية، ولدت في 20 يونيو 1929 في الولايات المتحدة.

## أعمال

### أفلام
- (1988) التؤام[4]

## وصلات خارجية
- بوني بارتليت على موقع IMDb (الإنجليزية)
- بوني بارتليت على موقع أول موفي (الإنجليزية)
- بوني بارتليت على موقع قاعدة بيانات الأفلام السويدية (السويدية)
- بوني بارتليت على موقع إن إن دي بي (الإنجليزية)
- بوني بارتليت على موقع قاعدة بيانات الفيلم (الإنجليزية)